# Municipio de West Benton (condado de Newton)
El municipio de West Benton (en inglés: West Benton Township) es un municipio ubicado en el condado de Newton en el estado estadounidense de Misuri. En el año 2010 tenía una población de 2547 habitantes y una densidad poblacional de 30,79 personas por km².

## Geografía
El municipio de West Benton se encuentra ubicado en las coordenadas 36°47′9″N 94°22′8″O / 36.78583, -94.36889. Según la Oficina del Censo de los Estados Unidos, el municipio tiene una superficie total de 82.72 km², de la cual 82.67 km² corresponden a tierra firme y (0.06%) 0.05 km² es agua.

## Demografía
Según el censo de 2010, había 2547 personas residiendo en el municipio de West Benton. La densidad de población era de 30,79 hab./km². De los 2547 habitantes, el municipio de West Benton estaba compuesto por el 82.65% blancos, el 1.06% eran afroamericanos, el 1.73% eran amerindios, el 0.71% eran asiáticos, el 5.03% eran isleños del Pacífico, el 4.91% eran de otras razas y el 3.93% pertenecían a dos o más razas. Del total de la población el 6.87% eran hispanos o latinos de cualquier raza.